# Barton (Cambridgeshire)
Barton – wieś w Anglii, w hrabstwie Cambridgeshire, w dystrykcie South Cambridgeshire. Leży 6 km na południowy zachód od miasta Cambridge i 76 km na północ od Londynu. W 2001 miejscowość liczyła 799 mieszkańców.